# سلطان بن خليفة آل نهيان
الشيخ سلطان بن خليفة بن زايد آل نهيان (1965-) الإبن البكر للشيخ خليفة بن زايد آل نهيان رئيس دولة الإمارات العربية المتحدة السابق، يشغل منصب مستشار رئيس الدولة، ورئيس مجلس إدارة شركة إس بي كيه القابضة.

## حياته
ولد الشيخ سلطان في مدينة العين بإمارة أبو ظبي عام 1965، حصل على درجة بكالوريوس من جامعة الإمارات العربية المتحدة كلية العلوم الإدارية والسياسية- قسم السياسة للعام الدراسي 1985/84، درس القانون والدبلوماسية في كلية «فلتشر» للعلوم القانونية والدبلوماسية في بوسطن بالولايات المتحدة الأمريكية. تخرج من «كلية زايد بن سلطان العسكرية» في العين في 1988.
حصل على درجة الماجستير في العلوم السياسية من جامعة سالفورد في بريطانيا في 1989. وتخرج من أكاديمية ساند هيرست الملكية العسكرية ببريطانيا في عام 1989. وفي عام 1996 حصل على درجة (الزمالة) من كلية الدفاع الوطني بأكاديمية ناصر العسكرية العليا بجمهورية مصر العربية.
حصل على جائزة راشد للتفوق العلمي في 1996 وذلك لأطروحته عن الجغرافيا السياسية للدولة. وحصل على درجة الدكتوراه في الدراسات الدولية من «جامعة لمريك» بجمهورية إيرلندا في 1998. وعلى درجة الدكتوراه من «أكاديمية ناصر العسكرية العليا» بجمهورية مصر العربية في أبريل 1999 عن أطروحته حول «الأمن الوطني لدولة الإمارات العربية المتحدة في ظل المتغيرات الإقليمية والدولية».
حصل على رتبة «مقدم ركن طيار» عام 1999. وعلى جائزة راشد للتفوق العلمي في 1999 عن أطروحته للدكتوراه التي حصل عليها من «جامعة لمريك» في الدراسات الدولية. حصل على رتبة «عقيد ركن» في شهر فبراير 2000.
في عام 2002 أصبح عضو شرف بالكلية العالمية للجراحة في شيكاغو بالولايات المتحدة الأمريكية.
حصل على رتبة عميد ركن في شهر فبراير 2004، وشغل منصب رئيس ديوان سمو ولي عهد أبو ظبي حتى ديسمبر 2006.

## مناصب
- الرئيس الفخري لغرفة تجارة وصناعة أبو ظبي منذ 1991 وحتى عام 2005.[5]
- رئيس اتحاد الإمارات العربية المتحدة للفروسية والسباق منذ 1992.
- الرئيس الفخري للاتحاد الدولي للرياضات البحرية لمنطقة الشرق الأوسط وآسيا في 1993.
- رئيس نادي أبو ظبي الدولي للرياضات البحرية منذ 1993.
- عضو هيئة الشرف بنادي العين الرياضي الثقافي منذ 2002.
- رئيس لجنة سباقات كأس رئيس الدولة للخيول العربية الأصيلة.
- رئيس ديوان ولي عهد أبوظبي لغاية سنة 2006
- عضو المجلس التنفيذي في أبو ظبي.

## حياته الخاصة
متزوج من الشيخة شيخة بنت سيف آل نهيان  ولهما من الأبناء:
- زايد بن سلطان بن خليفة بن زايد آل نهيان.[7]
- محمد بن سلطان بن خليفة بن زايد آل نهيان متزوج من الشيخة فاطمة بنت طحنون بن زايد.[8] يشغل منصب نائب رئيس مجلس إدارة نادي أبوظبي الدولي للرياضات البحرية.[9]
- خليفة بن سلطان بن خليفة بن زايد آل نهيان.
- اليازية بنت سلطان بن خليفة بن زايد آل نهيان.[10]
- حصة بنت سلطان بن خليفة بن زايد آل نهيان.[11]
- شما بنت سلطان بن خليفة بن زايد آل نهيان.[12]
- دانة بنت سلطان بن خليفة بن زايد آل نهيان.[11]
- روضة بنت سلطان بن خليفة بن زايد آل نهيان.[13]
- شمسة بنت سلطان بن خليفة بن زايد آل نهيان.
- خالد بن سلطان بن خليفة بن زايد آل نهيان.